# Ян Кубиш
Ян Кубиш (на словашки: Ján Kubiš) е словашки и европейски политик и дипломат.
Той е бивш генерален секретар (1999 – 2005) на Организацията за сигурност и сътрудничество в Европа (ОССЕ) и бивш министър на външните работи на Словакия (2006 – 2009). От 1 януари 2012 г. е специален представител на генералния секретар на Организацията на обединените нации по Афганистан и ръководител на Мисията на ООН по оказване на помощ на Афганистан (МООНСА). През ноември 2021 г. Ян Кубиш обяви оставката си като специален пратеник на ООН в Либия.

## Биография
След като завършва Московския държавен институт по международни отношения, през 1976 г. започва дипломатическа кариера. От 1980 до 1985 г. работи в чехословашкото посолство в Адис Абеба, Етиопия. През 1985 – 1988 г. оглавява отдел, занимаващ се със сигурността и контрола над въоръженията, в Министерството на външните работи. От 1989 до 1991 г. работи в чехословашкото посолство в Москва. От 1991 до 1992 г. е генерален директор на Евро-атлантическата секция в Министерството на външните работи на Чехословакия.
От януари 1993 до юни 1994 г. е постоянен представител на Словакия при Службата на ООН, ГАТТ и други международни организации в Женева. През 1994 г. е главен преговарящ по Пакта за стабилност в Европа. През 1994 – 1999 г. е директор на Центъра по предотвратяване на конфликти на ОССЕ, спецпредставител на генералния секретар на ООН в Таджикистан и ръководител на Мисията от военни наблюдатели на ООН в Таджикистан (ЮНМОТ).
На 15 юни 1999 г. Ян Кубиш става генерален секретар на ОССЕ, а през 2000 г. – специален посланик на председателя на ОССЕ по Централна Азия. През декември 2001 г. е утвърден за генерален секретар на ОССЕ за 2-ри мандат. През 2005 – 2006 г. е спецпредставител на Евросъюза в Централна Азия.
От юли 2006 до януари 2009 г. е министър на външните работи на Словакия в правителството на Роберт Фицо.
През ноември 2011 г. е назначен за специален представител на генералния секретар на ООН по Афганистан и ръководител на Мисията на ООН по оказване на помощ на Афганистан (МООНСА). Встъпва в длъжност на 1 януари 2012 г., сменяйки Стефан де Мистура.
Кубиш е женен, има дъщеря.
През ноември 2021 г. Ян Кубиш обяви оставката си като специален пратеник на ООН в Либия.